# 巴列塔
巴列塔（義大利語：Barletta，義大利語發音：[barˈletta] ⓘ）是義大利南部普利亚大区巴列塔-安德里亞-特拉尼省的一個市镇，与其它两个市镇一起同为该省的首府。

## 外部連結
- 官方网站 （意大利文）
- Barletta city web site （页面存档备份，存于） （意大利文）